# کراخن‌بورخ
کراخن‌بورخ (به هلندی: Kraggenburg) یک منطقهٔ مسکونی در هلند است که در نورداوست‌پلدر واقع شده‌است. کراخن‌بورخ ۱٬۵۰۰ نفر جمعیت دارد.